# Vacances (Josep Aragay)
Vacances és una pintura a l'oli sobre tela de Josep Aragay i Blanchart dipositada al Museu Municipal Josep Aragay (Breda, la Selva), la qual fou pintada l'any 1923.

## Context històric i artístic
Nascut a Barcelona l'any 1889, Josep Aragay estudià a l'Escola de la Llotja i a l'Escola de Francesc Galí, on també es formaren Jaume Mercadé i Joan Miró. Entre el 1906 i el 1912, aquesta darrera escola va tindre un paper important en la creació de l'univers visual del noucentisme: tota una mitologia catalana de vaixells de vela i mariners, noies amb trenes, dofins i orenetes, atzavares i cistells de flors, i estels i bombes de paper. El 1911 Aragay va adherir-se a l'agrupació Les Arts i els Artistes, constituïda l'any anterior sota els auspicis d'Eugeni d'Ors com a capdavantera del noucentisme. El 1913 va fer la primera exposició individual a les Galeries Dalmau, de la Portaferrisa, que agrupava els joves artistes renovadors, i dos anys després exposà ceràmiques decorades per ell i fetes per Francesc Quer. A partir d'aquest moment es convertí en ceramista i, en tornar d'Itàlia, on residí els anys 1916 i 1917, realitzà la decoració de la font gòtica del Portal de l'Àngel, reprenent l'esperit i els colors de les rajoles de l'antiga ceràmica catalana amb formes que barrejaven les velles xilografies de l'art popular català i temes dels quatrecentistes toscans. Aragay va ésser també un teoritzant sistemàtic del retorn a la Mediterrània, que, al seu parer, havia d'ésser l'essència de l'art català.

## Descripció
Aquesta obra de grans dimensions (2,60 m × 4,20 m) és com un manifest de la futura Catalunya somiada, feta d'un classicisme progressista, centrat en valors d'ordre, intel·ligència, cos i joventut. La barreja d'elements visuals és veritablement excitant: una colla de nois i noies que munten a cavall (però també en moto) travessen un paisatge situat entre unes columnes corínties i uns pins que deixen veure, al fons llunyà, un poble amb un campanar romànic i una església amb façana del segle xviii. Tot això sembla situar-se al fons d'una gran cala de la Costa Brava, a la qual arriba navegant a tot drap un gran vaixell de tres pals. És un retrat de les essències del noucentisme, ja que, de fet, sembla la plasmació sobre tela de La Ben Plantada d'Eugeni d'Ors: un poble arran de la Mediterrània on tot sembla fluir en ordre i amb una jove vestida de colors clars al mig que ben bé podria ésser la susdita Ben Plantada.